# Virginia Slims of Houston 1992
Virginia Slims of Houston 1992 — жіночий тенісний турнір, що проходив на відкритих кортах з ґрунтовим покриттям Westside Tennis Club у Х'юстоні (США). Належав до турнірів 2-ї категорії в рамках Туру WTA 1992. Відбувсь удвадцятьдруге і тривав з 13 до 19 квітня 1992 року. Перша сіяна Моніка Селеш здобула титул в одиночному розряді й отримала 70 тис. доларів США.

## Фінальна частина

### Одиночний розряд
Моніка Селеш —  Зіна Гаррісон 6–1, 6–1
- Для Селеш це був 4-й титул в одиночному розряді за сезон і 24-й — за кар'єру.

### Парний розряд
Патті Фендік /  Мері Джо Фернандес —  Джилл Гетерінгтон /  Кеті Ріналді 7–5, 6–4